# Deltochilum speciosissimum
Deltochilum speciosissimum là một loài bọ cánh cứng trong họ Bọ hung (Scarabaeidae).